# Matthew Richardson (golfer)
Matthew Richardson (Worcester, 5 december 1984) is een Engels professioneel golfer. 

## Amateur
Op 14-jarige leeftijd won Matthew al het Middlesex Kampioenschap voor jongens onder de 14 en onder de 18 jaar. Van 2001-2005 zat hij in de nationale selectie en had hij een mooie amateurcarrière.

 In 2004 won hij de Order of Merit van de Engelse Golf Federatie (RGU).
Zijn laatste toernooien als amateur waren in 2005 het Brits Open waar hij de cut haalde, en de Walker Cup, die verloren werd van het Amerikaanse team.

#### Gewonnen
- 2001: English Boys Stroke Play Championship
- 2002: Peter McEvoy Trophy, World Boys Individual Championship, Sir Henry Cooper Junior Masters
- 2004: English Amateur Open Stroke Play Championship, European Amateur Individual Championship

#### Teams
- Jacques Leglise Trophy: 2002 (winnaars)
- Eisenhower Trophy: 2004
- Brabazon Trophy: 2004 (winnaars)
- St Andrews Trophy: 2004 (winnaars)
- Walker Cup: 2005

## Professional
Richardson werd eind 2005, na het spelen van de Walker Cup, professional. Hij had toen handicap +5. Zijn coach is o.a. David Leadbetter, voormalig coach van Nick Faldo en nog steeds coach van Ian Poulter, Lee Westwood, Charles Howell en Ernie Els.

Eind 2006 won hij de Finals van de Tourschool. In 2007 speelde hij 18 toernooien op de Europese Tour maar haalde slechts vier cuts en verloor zijn kaart weer. 
In 2009 speelde hij op de Nationwide Tour waar zijn beste resultaat een 3de plaats was op het Mexicaans Open, maar hij verloor zijn kaart. 
In 2010 speelt hij op de Canadese Tour. Ook kwalificeerde hij zich voor het US Open.

## Gewonnen
- 2006: Stonebridge Golf Club (PGA Europro Tour)